# Саркольський сільський округ
Сарко́льський сільський округ (каз. Сарыкөл ауылдық округі, рос. Саркольский сельский округ) — адміністративна одиниця у складі Темірського району Актюбінської області Казахстану. Адміністративний центр — селище Шубарші.
Населення — 5516 осіб (2021; 5571 у 2009, 5463 у 1999, 9306 у 1989).
Станом на 1989 рік існували Шубаршийська селищна рада (смт Шубарші) та Кенкіяцька сільська рада (села Башенколь, Сорколь, Копа, Кумсай). 1993 року Шубаршийська селищна рада перетворена в Шубаршийську селищну адміністрацію (селище Шубарші, село Кенкіяк), Кенкіяцька сільська рада — в Саркольський сільський округ (села Копа, Кумсай, Сарколь). 2011 року зі складу Саркольського сільського округу було виділено: територію площею 144,00 км² та село Башенколь і передано до складу новоутвореного Кенкіяцького сільського округу; територію площею 13,80 км² і передано до складу Шубаршийської селищної адміністрації. В цей же час зі складу Шубаршийської селищної адміністрації було виділено територію площею 295,32 км² та село Кенкіяк і передано до складу новоутвореного Кенкіяцького сільського округу. 2013 року Шубаршийська селищна адміністрація отримала статус сільського округу, хоча центром і є селище. 2019 року Шубаршийський сільський округ площею 152,48 км² був ліквідований, територія увійшла до складу Саркольського сільського округу, центр було перенесено до селища Шубарші. 2023 року було ліквідовано село Сарколь шляхом його приєднання до селища Шубарші.

## Склад
До складу округу входять такі населені пункти:
| Населений пункт | Колишні назви | Населення, осіб (1989) | Населення, осіб (1999) | Населення, осіб (2009) | Населення, осіб (2021) |
| --------------- | ------------- | ---------------------- | ---------------------- | ---------------------- | ---------------------- |
| Копа, село      | -             | 430                    | 369                    | 297                    | 228                    |
| Кумсай, село    | -             | 457                    | 421                    | 391                    | 381                    |
| Сарколь, село   | Сорколь       | 705                    | 1083                   | 1147                   | 1216                   |
| Шубарші, селище | -             | 7714                   | 3590                   | 3736                   | 3691                   |